# 新窑镇 (六盘水市)
新窑镇，是中华人民共和国贵州省六盤水市六枝特区下辖的一个乡镇级行政单位。
2015年3月27日，贵州省人民政府批复同意六枝特区乡镇行政区划调整，新设置的新窑镇辖原新窑乡，镇人民政府驻新窑村。

## 行政区划
新窑镇下辖以下地区：
鸭塘村、新河村、上营盘村、那秀村、新窑村、洗马河村、马路村、播雨村、那玉村、波渡村、联合村、联盟村和桥梁村。

## 交通
- 沪昆铁路：那玉站